# De officiis

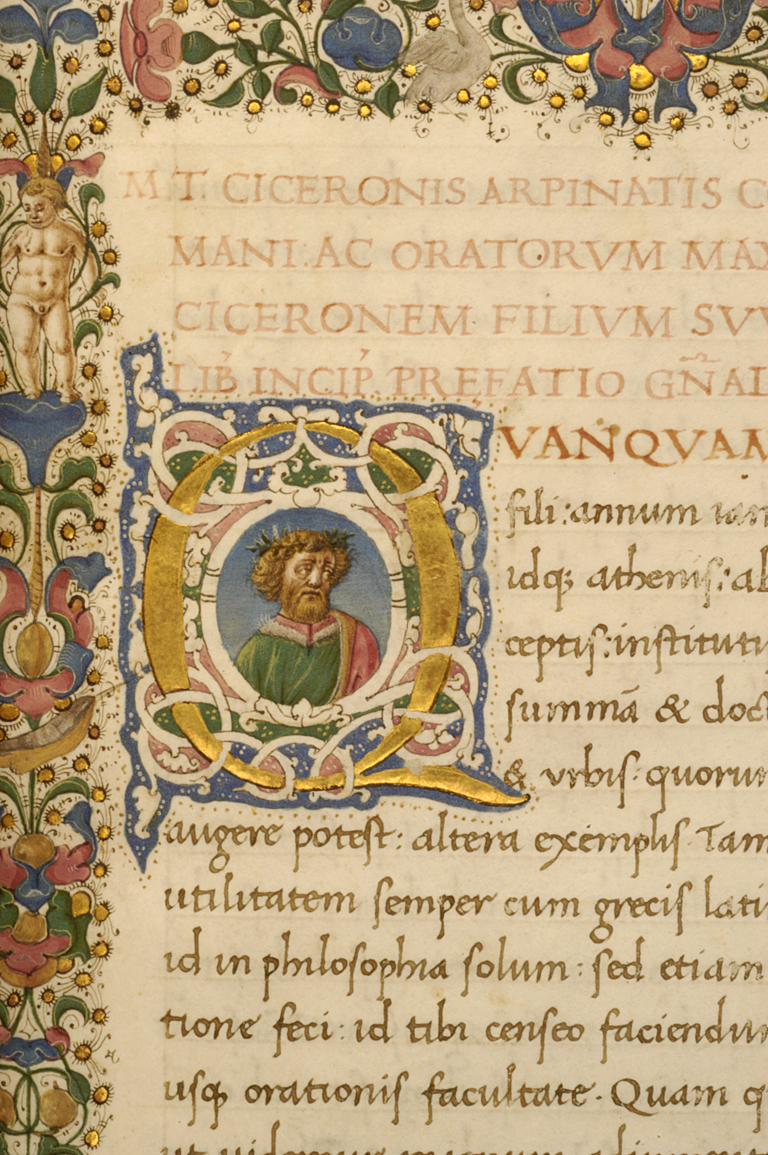
De officiis-Handschrift des 15. Jahrhunderts mit einer Buchmalerei von Giovanni Ricciardo di Nanno (Ausschnitt)

De officiis (Von den Pflichten oder Vom pflichtgemäßen Handeln) ist ein philosophisches Spätwerk Marcus Tullius Ciceros. Es wurde im Jahr 44 v. Chr. geschrieben und ist eines der Standardwerke antiker Ethik. In ihm werden kurzgefasst die Pflichten des täglichen Lebens behandelt, insbesondere die eines Staatsmannes.
Mit officium hat Cicero das griechische καθῆκον (kathēkon) wiedergegeben, was so viel wie das einem Zukommende und im technischen Sinne die Pflicht bedeutet. De officiis ist in Briefform an Ciceros Sohn Marcus geschrieben und nicht wie viele von Ciceros philosophischen Schriften in Dialogform verfasst. Das Werk besteht aus drei Büchern, wobei das erste das ehrenhafte Verhalten behandelt, das zweite die für den Menschen nützlichen Pflichten und das dritte Buch Situationen nennt, in denen diese miteinander in Konflikt geraten können. Im ersten und dritten Buch bezieht er sich auch auf die vier Kardinaltugenden und die Oikeiosis-Lehre, die ein wichtiger Bestandteil der stoischen Ethik ist und die Hauptgrundlage für Cicero darstellt. Er beruft sich im Speziellen auf Panaitios von Rhodos und dessen Hauptwerk Über die Pflichten, zieht aber auch andere antike Philosophen wie Poseidonios und Platon heran.

## Entstehungsgeschichte
Das Werk entstand im Herbst oder Winter des Jahres 44 v. Chr. nach dem Tod Gaius Iulius Caesars. Cicero hatte Marcus Antonius in seiner ersten Philippischen Rede scharf kritisiert, insbesondere wegen dessen Anspruch, Caesar als Imperator nachzufolgen. Daraufhin musste Cicero aus Rom auf sein Landgut fliehen. Dort zurückgezogen arbeitete er an Laelius de amicitia (Laelius über die Freundschaft) und De officiis.
Der Adressat des Werkes, sein Sohn Marcus, studierte während der Entstehung von De officiis ein Jahr lang in Athen bei dem Peripatetiker Kratippos Philosophie. Im Gegensatz zu seinem Vater soll er nicht sehr fleißig gewesen sein, sondern das Leben genossen haben, anstatt sein Studium über Politik und Philosophie zu vertiefen. Cicero soll dies nicht gutgeheißen haben. Laut De officiis wollte Cicero ihm, obwohl er „mehr als genug Vorschriften (von Kratippos) habe“, einige Unterweisungen mitgeben. Sein Ziel war es nicht, das stoische Idealbild der Pflichtenlehre darzustellen, sondern praktische Anweisungen anhand zahlreicher Beispiele zu geben.
De officiis spielt in einigen Teilen auf die politische Situation zur Entstehungszeit an. Cicero spricht am Anfang des dritten Buches außerdem ausführlich über seinen Ruhestand, der ihn zum Schreiben philosophischer Werke bewogen habe. Er vergleicht seinen Ruhestand mit dem des Scipio Africanus, der behauptete, er sei „niemals weniger untätig gewesen, als wenn er untätig, und weniger einsam, als wenn er einsam sei“. Dessen Ruhestand war jedoch freiwillig, Scipio zog sich gelegentlich „in die Einsamkeit wie in einen Hafen“ zurück; Cicero aber war aufgrund der politischen Situation die Möglichkeit verwehrt, in das öffentliche Leben zurückzukehren.

## Inhalt

### Erstes Buch
Cicero empfiehlt seinem gleichnamigen Sohn, der sich in Athen philosophischen Studien widmet, wie der Vater selbst auch in Griechenland die Beschäftigung mit der lateinischen Sprache nicht abreißen zu lassen. Zu diesem Zweck sende er ihm diese Bücher, die sich in ihrer Tendenz nicht allzu sehr von dem unterschieden, was der Sohn bei Kratippos lerne (1–2). Kein Grieche habe in der öffentlichen Rede und in der philosophischen Darstellung gleichen Ruhm erlangt, außer vielleicht Demetrios von Phaleron. Nichtsdestoweniger hätten die großen Philosophen und Redner der klassischen Zeit dies gekonnt, wenn sie nur gewollt hätten (3–4).
Was ehrenhaft sei bzw. was Schande bringe, sei ein Thema, das allen Philosophen gemeinsam sei. Doch nicht alle Schulen könnten den Begriff der Pflicht in ihrem Theoriegebäude sinnvoll unterbringen. In diesen Büchern will Cicero sich an den Stoikern orientieren, behält sich aber Auswahl und eigenes Urteil vor (5–6). In einer ersten Dichotomie kündigt Cicero an, den Begriff der Pflicht in zweierlei Hinsicht zu untersuchen: einmal auf seine Verbindung mit dem höchsten Gut, dann hinsichtlich der Ausmünzung des Begriffs in Vorschriften und Lebensregeln (7). In einer weiteren Begriffsbestimmung identifiziert er das griechische καθόρθωμα mit dem rectum, der absoluten Pflicht, und verteidigt dann die Verwendung des Wortes officium für das griechische μέσον καθῆκον, die durchschnittliche Pflicht, die rational begründbar ist (8).
Panaitios hatte eine dreifache Überlegung festgestellt, die vor jeder beabsichtigten Handlung stehe:
- 1. Ist sie ehrenhaft oder nicht?
- 2. Ist sie nützlich oder nicht?
- 3. Gibt es einen Konflikt zwischen Ehrenhaftigkeit und Nutzen?

Cicero will sich bei der Disposition seiner Erörterung daran orientieren, seine eigene Untersuchung aber noch weiterführen (9–10):
- 4. In welchem Grad ist sie ehrenhaft?
- 5. In welchem Grad ist sie nützlich?

Zu den Grundfunktionen allen Lebens, Selbsterhaltung und Fortpflanzung, trete beim Menschen noch das Bewusstsein für Vergangenheit und Zukunft hinzu. Diese Vernunft bewirke bei ihm den Wunsch nach einem Leben in menschlicher Gesellschaft. Ebenfalls spezifisch menschlich sei das Interesse an der Wahrheit, das in ihm Forscherdrang erweckt und den Menschen nach Unabhängigkeit streben lasse (11–13). Die Wahrnehmung schöner und harmonisch geordneter Dinge erwecke im Menschen den Wunsch, dieselbe Harmonie auch in seinen Gedanken und Taten zu realisieren. Aus all dem setze sich nun das Ehrenhafte zusammen, das sich stets auf eine der vier (später als Kardinaltugenden bezeichneten) Tugenden zurückführen lasse, die nun einzeln untersucht werden sollen:
- die  Weisheit  (prudentia, Abs. 18–19)
Rechte Urteilsfähigkeit erfordere Sorgfalt und Zeit. Auf schwer verständliche, komplizierte und zudem nicht lebensnotwendige Dinge sollte nicht zu viel Mühe verschwendet werden.
Im Interesse einer möglichst praxisnahen Pflichtenlehre widmet Cicero dieser Tugend nur sehr wenig Platz: „Sich durch sein Interesse für das Wahre vom Ausführen von Taten abbringen zu lassen, verstößt gegen die Pflicht. Aller Ruhm der Tugend beruht nämlich auf Tätigkeit.“ (I,19)
- die  Gerechtigkeit  (iustitia, Abs. 20–60)
Cicero erörtert nun die eng miteinander verbundenen Tugenden Gerechtigkeit und Freigebigkeit, die ihren gemeinsamen Ursprung in den Ansprüchen der Mitmenschen an den Einzelnen haben. Niemandem ohne Not zu schaden, gehöre zu den wichtigsten Prinzipien der Gerechtigkeit (20–23). Die Hauptmotive derer, die andern Ungerechtigkeiten zufügen, seien Angst, Habgier und Herrschsucht. Bei der Bewertung sei zu differenzieren, ob Leidenschaft oder Kalkül eine Ungerechtigkeit ausgelöst haben (24–27). Aus dem Bestreben, keine Ungerechtigkeiten zu begehen, entstehe allerdings oft eine andere Form von Ungerechtigkeit, indem durch den Rückzug aus der Auseinandersetzung das Eintreten für Schutzbefohlene vernachlässigt werde (28–30).
Obwohl die Zuverlässigkeit ein elementarer Zug der Gerechtigkeit sei (23), könnten an sich gerechte Dinge gegen das Prinzip der Gerechtigkeit verstoßen, wenn etwa die Einhaltung eines Versprechens dem, dem es gegeben wurde, unter veränderten Umständen nunmehr schaden würde. Auch böswillig buchstäbliche Auslegung eines Gesetzes- oder Vertragswortlauts sei als Betrug zu werten (31–33).
Gerechtigkeit sei auch bei kriegerischen Auseinandersetzungen zu wahren; Gewalt nur so lange berechtigt wie kein Gespräch möglich sei. Römische Feldherren könnten sich rühmen, unterlegene Gegner in ein besonderes Schutzverhältnis aufgenommen zu haben. Überhaupt bedürfe die Kriegführung der peinlich genauen Beachtung der Vorschriften des Fetialrechts, um gerechtfertigt zu sein (34–36). Grundsätzlich sei möglichst große Milde angebracht. Anders als Kämpfe um das Überleben eines Volkes dürften Kriege allein um Macht und Einfluss nicht zu erbittert geführt werden. Hier sei auch Platz für Handlungen der Großzügigkeit und der Treue auch gegenüber dem Feind (37–40).
Gerechtigkeit sei auch gegenüber den Schwächsten zu üben, den Sklaven. Heuchelei sei noch schlimmer als rohe Gewalt (40).
Auch Wohltätigkeit bzw. Freigebigkeit fällt bei Cicero unter den Oberbegriff der Gerechtigkeit. Wohltätigkeit dürfe nämlich ebenfalls für niemanden mit Nachteilen verbunden sein und müsse in besonderer Weise darauf achten, einem jeden das ihm Zukommende zu leisten. Wie verderblich es sei, dem einen zu nehmen, um andern gegenüber großzügig dastehen zu können, zeigten die Beispiele Sulla und Caesar (42–43). Wer über seine eigenen Mittel hinaus wohltätig sei, verschwende Güter, die seinen Verwandten zustehen. Motiv hierfür sei am häufigsten Eitelkeit (44).
Bei der Erweisung von Wohltaten sei auf die Verdienste des Empfängers zu achten. Dabei dürfe der Maßstab an die Mitmenschen aber nicht zu hoch angelegt werden. Bescheidenes Auftreten sei schon als positives Zeichen zu werten. Auch die Beständigkeit der erwiesenen Neigung sei in Betracht zu ziehen (45–47). Empfangene Wohltaten müssten reichlich erwidert werden. Hierbei seien aber auch die Umstände und die Bedürftigkeit zu berücksichtigen (48–49).
Zur Orientierung über die Staffelung der sozialen Wirklichkeit gliedert Cicero die Lebensbereiche der Menschen nach ihrer Nähe. Der Mensch sei zunächst durch Sprache und Vernunft vom Tier verschieden und dadurch mit allen Menschen verbunden. Er nutze mit ihnen gemeinschaftlich die Gaben der Natur. Wie man dabei den anderen fördere, ohne selbst Einbuße zu erleiden, könne man sich am Bilde des Anzündens eines Feuers klarmachen (50–52). Immer engere Verbindungen unter den Menschen entstünden durch gemeinsame Ethnie und Sprache, durch politische Vereinigung und durch Verwandtschaft. Familien seien gewissermaßen die Keimzellen der Bürgerschaft, Nachkommen aus Nebenlinien entsprächen den Kolonien der Städte. Gemeinsamkeit im Kult trage zur Stärkung der Gemeinschaft bei (53–55). Die engste Verbindung unter Menschen entstehe in der Freundschaft guter Männer (viri boni), die sich durch ähnlichen Charakter zur Erreichung gemeinsamer Ziele in gegenseitiger Förderung verbinden (55–56). Die emotional bedeutendste Gemeinschaft sei jedoch die res publica, für die jeder ohne Zögern sein Leben gebe (57).
Zum Abschluss dieser Erörterungen nennt Cicero die Hierarchie der sozialen Wirklichkeit. Oberste Priorität hätten die Heimatstadt und die Eltern, dann die Kinder und schutzbefohlene Angehörige. Die Gestaltung des gemeinsamen Lebens in Rat und Tat habe in den Freundschaften ihren Ort (58). Maßstab aller Gefallen, die man anderen tun kann, sei die Bedürftigkeit und die individuelle Situation der Empfänger. Alle diese Regeln wollen nicht Theorie bleiben, sondern praktisch umgesetzt werden (59–60).
- die  Tapferkeit  und  Seelengröße  (fortitudo und magnanimitas, Abs. 61–92)
Dieser Kardinaltugend sollten insbesondere jene Leute teilhaftig werden, die Führungspositionen im Staat übernehmen. Cicero definiert sie als „für die Gerechtigkeit kämpfende Tugend“, die aber auch gefährlich werden kann, nämlich dann, wenn sie ohne Gerechtigkeit auftritt. In diesem Kapitel stellt er sich selbst als den idealen Staatsmann dar, der Gerechtigkeit und Seelengröße miteinander verbindet. In Caesar sieht er zwar einen vir magnanimus, der aber ohne Gerechtigkeit den Staat wie ein Tier (belua) leitet. Zuletzt fasst er die Aufgaben für einen Staatsmann und Philosophen zusammen.
- die  Mäßigung  (temperantia/moderatio, Abs. 93–151)
Cicero fasst diese Tugend als innere Harmonie der Seele auf. Sie ist grundlegend mit der Natur des Menschen (aber nicht der Götter und Weisen) verbunden. Zu ihr im Besonderen (aber auch zu allen anderen Tugenden) gehörig ist das Schickliche (decorum), das die Begehrlichkeiten und die Triebe des Menschen mäßigen soll. In diese Kategorie fällt bei Cicero auch die sogenannte persona-(Rollen-)Lehre. Sie besteht aus folgenden vier Rollen/personae:
  1. der allgemeinen, für jeden Menschen durch das decorum bestimmten Rolle
  2. der Rolle der Natur des einzelnen Menschen
  3. der durch Berufswahl festgelegten Rolle
  4. der Rolle der zum Umfeld harmonisch gestimmten Persönlichkeit

Abschließend, als Fazit, bemerkt Cicero noch, dass die Pflichten gegenüber der Gemeinschaft wichtiger seien als die dem einzelnen Menschen gegenüber und dass die harmonische, gerechte Persönlichkeit im Vordergrund stehen müsse.

### Zweites Buch
In diesem deutlich kürzeren Buch (89 Absätze) behandelt Cicero die Frage des für den Menschen Nützlichen. Im Vorwort (prooemium) erörtert er die Frage des Nutzens grundsätzlich und rechtfertigt seine philosophische Haltung dazu, nur Situationen im vorliegenden Werk zu behandeln, die ihm als wahrscheinlich erscheinen.
Danach bemerkt er, dass Nutzen und Ehrenhaftigkeit nur theoretisch, nicht aber praktisch trennbar seien, da gemäß dem stoischen Ideal alles, was ehrenhaft ist, auch nützlich sei und umgekehrt.
Cicero stellt dann im Folgenden unter anderem fest, dass fast alle menschlichen Errungenschaften ohne Hilfe der Mitmenschen nicht denkbar wären. Es sei daher notwendig, sie für seine Ideen zu gewinnen.
Der Rest des Buches behandelt nun vor allem Möglichkeiten zur Gewinnung der Sympathie der Mitmenschen, wobei Cicero der Meinung ist, dass Furcht dazu eine ungeeignete Hilfe sei. Als Beispiel dafür nennt er zunächst die griechische Tyrannis, aber als aktuelleres Beispiel nennt er auch Rom. Als römische Tyrannen bezeichnet er Lucius Cornelius Sulla Felix und auch Gaius Iulius Caesar.
In den nun folgenden Absätzen wird die Nützlichkeit des Ruhms behandelt. Zunächst erläutert Cicero, wie man ihn erlangen kann, nämlich durch Wohltaten, Verlässlichkeit und auch durch Bewunderung für überragende Tugend. Im Folgenden nennt er die Gerechtigkeit als Voraussetzung für den Ruhm; er gehe von dieser höchsten Tugend aus.
Dass auch die Wohltätigkeit und Großzügigkeit nützlich sein kann, ist Thema des nächsten Abschnitts. Nach einer allgemeinen Erörterung behandelt Cicero die Großzügigkeit besonders bei der Veranstaltung von Wettkämpfen und Gladiatorenkämpfen. Man solle dabei großzügig sein, nicht aber den Verdacht auf Habsucht aufkommen lassen. Danach stellt er zusammenfassend fest, dass man nicht zu viel ausgeben darf, nur um großzügig zu wirken.
Wohltätigkeit bezieht er im Gegensatz dazu nicht auf Geld, sondern zunächst auf die konkrete Leistung von Diensten zugunsten des Einzelnen. Man muss besonders auf dessen Bedürfnisse Rücksicht nehmen, wobei ein Staatsmann nicht nur gegenüber einigen Wenigen, sondern gegenüber der gesamten Gesellschaft wohltätig sein soll. Hier werden auch berühmte Beispiele aus der römischen und griechischen Geschichte aufgegriffen.
Anschließend wird noch kurz dargelegt, dass es wichtig sei, für die eigene Gesundheit und das Vermögen zu sorgen. Am Ende greift er schon dem dritten Buch vor, in dem er den Konflikt des Nützlichen mit den Pflichten aufzeigt.

### Drittes Buch
Im dritten Buch (121 Absätze) zählt Cicero im Wesentlichen die Bereiche auf, wo Ehrenhaftes und Nützliches miteinander in Konflikt geraten können, wobei er sich hierbei vor allem an Poseidonios orientiert, da Panaitios dies, obwohl er es angekündigt hatte, in seinen drei Büchern „περὶ τοῦ καθήκοντος (perí tū kathēkontos)“ nicht behandelt hat.
Er beginnt im Prooemium damit, sich über seine Verbannung, die Ursache für seinen Ruhestand ist, zu beschweren (die ihm aber auch die Zeit gibt, sein Werk zu verfassen), und vergleicht ihn mit dem des Scipio maior, der freiwillig war.
Dann erörtert er den Konflikt zwischen dem Nutzen und dem Ehrenhaften theoretisch. In den Vorbemerkungen stellt er nochmals dar, dass die officia perfecta (κατορθώματα) nur den „Weisen“ (dies ist das stoische Ideal der Vervollkommnung des Menschen) und den Göttern zustehen, aber dass die Menschen sich in den officia media (καθήκοντα) üben sollten, um dem Ideal möglichst nahe zu kommen.
Nun stellt Cicero die Maßstäbe zur Beurteilung dieser Konflikte nach dem Vorbild des Poseidonios dar. Zunächst rechtfertigt er seinen starken Bezug zur stoischen Ethik damit, dass sie ihm als am besten erscheine, da sie nichts, was unehrenhaft ist, als nützlich bezeichne. Danach behauptet er, dass man den Mitmenschen, die in gleicher Weise das Recht auf Anteil am Gemeinwesen haben sollten, unter keinen Umständen schaden dürfe, um sich selbst Vorteile zu sichern. Darauf folgt die Aufforderung, sich gerade als sehr begabter Mensch nicht vom Gemeinwesen zu entfernen und in Ruhe zu leben, sondern um so mehr der Gesellschaft zu dienen. Auch ermahnt Cicero, dass dies als Naturtrieb nicht nur auf die Verwandten oder Mitbürger begrenzt werden solle, sondern auf alle Menschen anzuwenden sei. Es gibt aber auch Ausnahmen von dieser Regel: Es sei z. B. nicht tadelnswert, wenn ein Weiser einem zu nichts nützlichen Mann etwas wegnimmt, um zu überleben, da er selbst noch viel für das Gemeinwohl beitragen kann. Auch sei es in Ordnung, einen Tyrannen (als Beispiel nimmt er Phalaris von Akragas) seiner Kleidung zu berauben, ja sogar ihn zu töten.
In den folgenden Absätzen behandelt Cicero die praktische Auslegung dieser Konflikte, vor allem im Krieg. Zuerst erörtert er dies grundsätzlich, danach werden praktische Beispiele erwähnt. In der Vorbemerkung zu diesem Abschnitt nimmt Cicero Panaitios, der dieses Thema übergangen habe, in Schutz, da er vermutet, Panaitios sei irgendeinem Leiden erlegen. Danach wird der Inhalt des Buches zusammengefasst.
Im nächsten Abschnitt wird anhand von Beispielen aus frührömischer und mythisch-griechischer Zeit erklärt, dass Unrecht niemals Nutzen haben kann. Weder offensichtliches noch verdecktes – hier bezieht Cicero sich auf das Beispiel des Gyges – Unrecht führt zum Nutzen, wobei es auch unentschiedene Fälle gibt (hier erwähnt Cicero das Beispiel des Lucius Tarquinius Collatinus, dem von seinem Mitkämpfer Brutus die Befehlsgewalt entzogen wurde). Außerdem dürfe es keinen grenzenlosen Einsatz, weder für Freunde noch für das Vaterland, geben.
Danach befasst sich Cicero mit dem Unrecht, das durch formal-juristisch gedeckte Verheimlichung der Wahrheit entsteht. Hier nennt er drei Beispiele: erstens das teure Verkaufen von Getreide in dem von einer Hungersnot betroffenen Rhodos, obwohl der Händler weiß, dass große Mengen Getreide aus Alexandria geliefert werden, und zweitens das Beispiel des Hauses, das innen sehr schlecht aussieht, aber außen gut und dann teuer verkauft wird, und ein anderes, in dem ein begüterter Römer in Syrakus durch vorgetäuschten Fischfang in den Teichen eines Parks, den er kaufen will, getäuscht wird.
Dazu werden auch Einzelbeispiele aus Geschichte und Politik genannt. Zuerst wird das Beispiel des von Griechen gefälschten Testamentes des reichen Römers Lucius Minucius Basilus aufgeführt. In ihm werden bewusst einflussreiche Personen wie Marcus Licinius Crassus oder Quintus Hortensius Hortalus als Erben genannt, die dafür sorgen, dass das Testament als richtig anerkannt wird. Dann wird kurz auf das unrechtmäßig erworbene Konsulat von Gaius Marius eingegangen als Beispiel für ambitio (Streben nach Einfluss). Danach werden noch einmal die Übel der Tyrannei angeführt, und als Beispiel wird – abermals – Gaius Iulius Caesar genannt. In dem nun folgenden Abschnitt führt Cicero einige Beispiele zu einem Thema des Hekaton an. Am Schluss fasst er alles noch einmal kurz zusammen.
Danach geht Cicero noch einmal kurz auf die schon erwähnten Kardinaltugenden ein. Im Schlusswort ermahnt er seinen Sohn, an den das Werk gerichtet ist, und weist ausdrücklich den Hedonismus zurück, besonders den der Kyniker. Im letzten Absatz verabschiedet er sich von seinem Sohn und hofft (vergeblich), ihn bald wiederzusehen.

## Griechische Quellen Ciceros
Das von Cicero mit officium wiedergegebene griechische Wort καθῆκον (kathēkon) bedeutete schon seit alter Zeit umstände- oder zeitgemäßes Handeln, in der Philosophie dann auch Pflicht. Diese Übersetzung verteidigte Cicero erfolgreich gegen die Einwände des Titus Pomponius Atticus, der allgemein die Wiedergabe griechischer philosophischer Termini im Lateinischen kritisierte. In einem seiner Briefe an Atticus schreibt er:
„Übrigens, mir ist nicht zweifelhaft, dass wir das, was die Griechen καθῆκον nennen, mit officium bezeichnen. Warum soll das nicht wunderbar auch für staatsrechtliche Begriffe passen? Sagen wir doch consulum officium, senatus officium. Es passt also großartig. Oder weißt du etwas Besseres?“

### Platon
Platon war der Erste gewesen, der sich umfassend mit den Kardinaltugenden auseinandergesetzt hatte, die die Grundlage der Pflichten (καθήκοντα) bilden. Er setzte sich ausführlich mit der Thematik auseinander, besonders in den Dialogen Symposion, Gorgias und vor allem in der Politeia. Dabei ist die Gerechtigkeit die oberste Tugend, die über allen Teilen der Seele steht, die Weisheit die Tugend des vernünftigen (λογιστικόν, logistikón), die Tapferkeit die Tugend des muthaften (θυμοειδές, thymoeidés) und die Mäßigung die Tugend des begehrenden Teils (ἐπιθυμητικόν, epithymētikón), der dadurch in Zaum gehalten werden soll. Bekannt ist Platons Vergleich mit einem Pferdewagen, der den vernünftigen Teil der Seele als Wagenlenker, den muthaften als williges und den begehrenden als unwilliges Pferd darstellt.

### Ältere Stoa
Die Behandlung der καθήκοντα hat in der Stoa lange Tradition, die von Zenon von Kition ausgehen soll. Der Chronist Diogenes Laertios behauptet, Zenon habe Pflicht (officium, καθῆκον) als philosophischen Terminus eingeführt, und zitiert ihn, es sei „das Naturgemäße im Leben“. Er erklärt auch den Ursprung des Wortes und behauptet weiter, dass „die Bezeichnung daher genommen (sei), dass sie (die Pflicht) sich als (wörtl. herabkommende) Forderung an gewisse Menschen“ richte. Zenon und andere Vertreter der älteren Stoa (vor allem Chrysippos von Soli) stellten grundsätzlich die beiden „extremen Werte“, die einerseits die (vollkommen) richtige Handlung (καθόρθωμα; recte factum) und andererseits das Vergehen (Verbrechen) (ἁμάρτημα (hamártēma), peccatum) sind, und die Mittelwerte (τὰ μεταξὺ ἀρετῆς καὶ κακίας, ta metaxý aretēs kai kakías), die für jeden Menschen erreichbar sind: das pflichtgemäße (officium) und das pflichtwidrige Handeln (contra officium; παρὰ τὸ καθῆκον, pará to kathēkon) gegenüber, wobei die ersteren Werte als Güter, die letzteren als Übel dargestellt sind.
Ariston von Chios dagegen ging nicht auf die „Mittelwerte“ ein und bezeichnet als einzigen Wert das honestum. Der gleichen Meinung sind Pyrrhon und Erillus von Karthago. Ariston fand auch, dass man keine „philosophischen Lehrschriften“ herausgeben dürfe, und zog sich auf Grundsätze (δόγματα) zurück, denn wer gerecht sei, brauche nicht mehr.
Allerdings waren Aristons Ansichten bei den meisten Stoikern unbeliebt. Seneca schildert ausführlich die Argumente, die verschiedene Stoiker gegen ihn vorbrachten. Auch Cicero kritisiert ihn in De officiis (I, 5–6), wo er sich fragt, wo man „einen fände, der sich, ohne irgendwelche Vorschriften über die Pflichten (officia) zu geben, als Philosophen bezeichnen würde“ und behauptet, dass „die Meinung Aristons (…) schon längst durchgefallen“ sei.

### Mittlere Stoa
Panaitios von Rhodos, der erste Vertreter der mittleren Stoa und Ciceros wichtigste Vorlage für die ersten beiden Bücher De officiis, meinte dagegen, Vorschriften auf dem Gebiet der Ethik seien sehr wichtig, es komme auf praktische Unterweisungen an, die jeden betreffen, und nicht auf das Ideal eines Weisen. Ihm waren besonders Hilfen für gewisse Alltagssituationen wichtig. Damit wollte er erreichen, dass jeder „der Natur gemäß“ (κατὰ φύσιν, katá phýsin) leben könne. Dem Vorwurf, seine Ethik habe zwei Ziele, nämlich einerseits das stoische Ideal zu erreichen und andererseits sich ja gerade auf diese „Mittelwerte“ zu konzentrieren, begegnet er mit der Bemerkung, die uns von Cicero in De officiis I, 6 überliefert ist: „(…) Mit der Natur übereinstimmende Vorschriften können nur entweder von denjenigen gegeben werden, die sagen, dass Ehrenhaftigkeit (honestas) allein, oder von denen, die sagen, dass sie besonders um ihrer selbst willen erstrebenswert sei.“ Er behandelt in seinen (nicht mehr erhaltenen) Büchern „περὶ τοῦ καθήκοντος“ am ausführlichsten diese Frage, lässt allerdings den Teil, in dem die Konflikte zwischen Ehrenhaftem und Nützlichem erwähnt werden, aus, obwohl er es in seinem letzten Buch (von drei) angekündigt hatte. Damit hat Panaitios zwar einerseits die stoischen Werte gewahrt, sich aber, was die Vorstellungen von Unterweisungen betrifft, klar in Richtung Peripatos und Akademie gewandt. Hans-Ulrich Wiemer und andere nehmen an, dass sich Panaitios mit seinem Werk vor allem an junge griechische Aristokraten richten wollte, die eine politische Laufbahn einzuschlagen gedachten.
Poseidonios setzte Panaitios’ Werk gewissermaßen fort und wird von Cicero in Buch III als Quelle benutzt. Er vertrat im Wesentlichen die Auffassungen von Panaitios, es ist jedoch von ihm nichts überliefert. Cicero war sein Schüler und besuchte ihn auf seiner auf Rhodos gegründeten Philosophenschule, um seine Vorlesungen, die zum größten Teil auf Panaitios aufbauten, zu hören.

## Überlieferungsgeschichte
Die Handschriften von De officiis sind – anders als von manchen anderen philosophischen Schriften Ciceros – besonders zahlreich. Grundlegend für die späteren Editionen wurde die Handschrift MS. D’Orville 77 der Bodleian Library (Oxoniensis Dorvillianus 77) aus dem 10. Jahrhundert. Eine illuminierte Handschrift des Jahres 1450 ist im Besitz der Sächsischen Universitäts- und Landesbibliothek Dresden. Die Erstausgabe im Buchdruck (editio princeps), zusammen mit anderen philosophischen Schriften, erfolgte 1465 durch Johannes Fust und Peter Schöffer in Mainz in Folio-Format. Die grundlegende Druckausgabe folgte 1470 in Venedig durch Wendelin von Speyer in 4°-Format. Ebenfalls in Venedig wurde 1535 die erste kommentierte Ausgabe veröffentlicht.

## Rezeption
Die Literatur über die καθήκοντα (Pflichten) hatte in der griechischen Stoa eine weite Verbreitung gehabt. Auch Ciceros Werk De officiis wurde viel gelesen, fand Bewunderer und Nachahmer. Die ersten Nachklänge finden sich bei Cicero selbst, besonders in den Philippischen Reden gegen Marcus Antonius, in denen er diesen wiederholt zum Einhalten der officia auffordert.
Auch nach Cicero gab es viele Autoren und Philosophen, die sich mit den Pflichten (officia) auseinandersetzen, wobei Ciceros Werk vielen von ihnen eine wichtige Vorlage war, da es das einzige erhaltene derartige Werk der Antike ist.

### Antike
Der Caesarmörder Marcus Iunius Brutus verfasste laut Angaben Senecas ein gleichnamiges Werk, wahrscheinlich in griechischer Sprache, das jedoch verloren gegangen ist. Der Dichter Ovid kannte das Werk, wie man aus seinen Werken schließen kann. Valerius Maximus bediente sich bei der Erstellung seiner Anekdotensammlung oftmals der Quellen Ciceros, vor allem De officiis. Seneca der Jüngere hat als bekennender Stoiker ebenfalls ein Werk über die Pflichtenlehre geschrieben, das allerdings verloren ist. In seinen erhaltenen Schriften finden sich oftmals Nachklänge auf De officiis. Plinius der Ältere war von Ciceros Schrift begeistert: „Diese Bücher über die Pflichten muss man, wie du weißt, auswendig lernen, nicht nur täglich lesen“, schreibt er im Vorwort zu seiner Naturkunde. Aulus Gellius schenkt der Abhandlung Ciceros in seinem um 175 n. Chr. veröffentlichten Werk Noctes Atticae große Aufmerksamkeit.

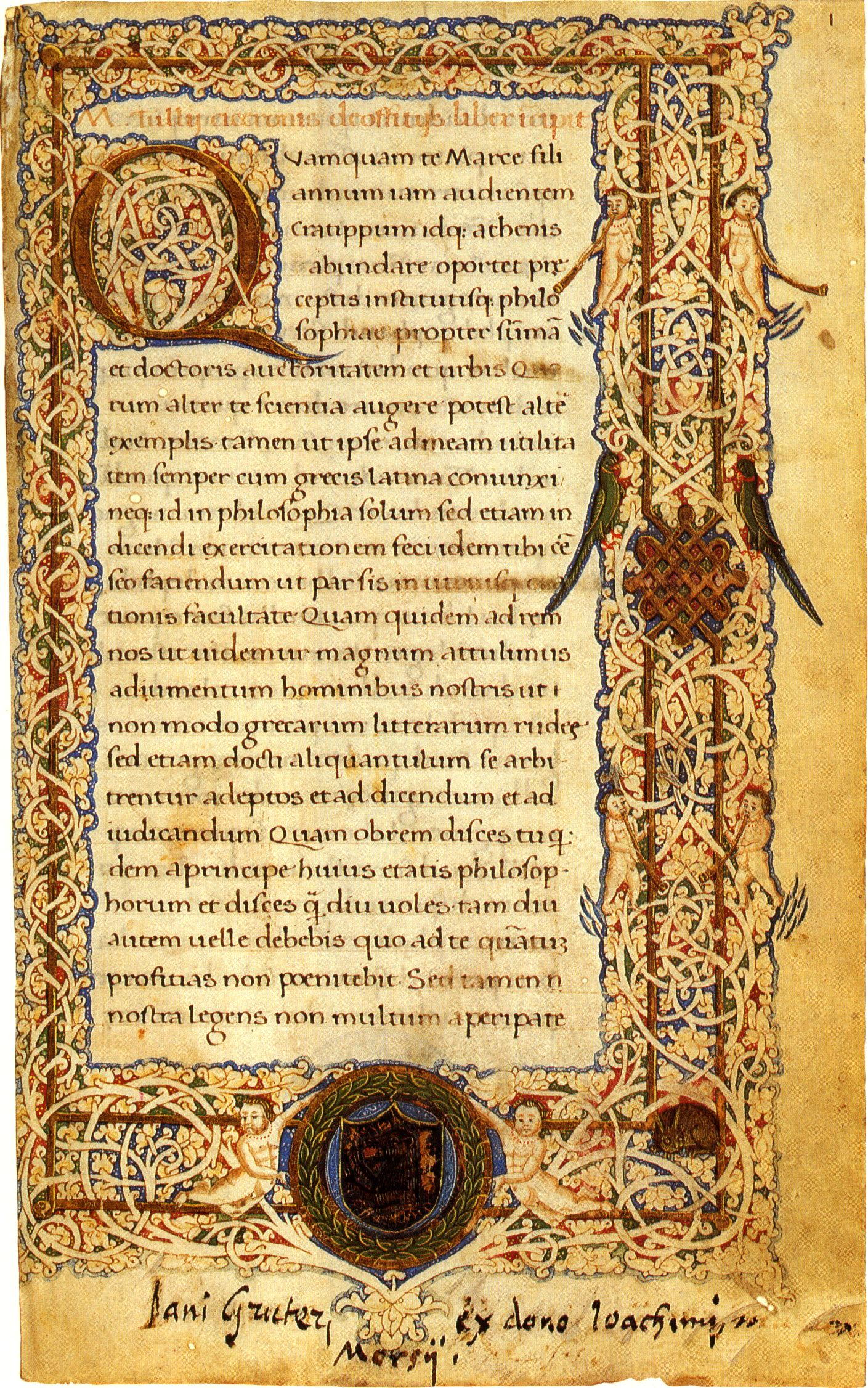
Der Anfang von De officiis in der Handschrift Rom, Biblioteca Apostolica Vaticana, Vaticanus Palatinus lat. 1534, fol. 1r (15. Jahrhundert)

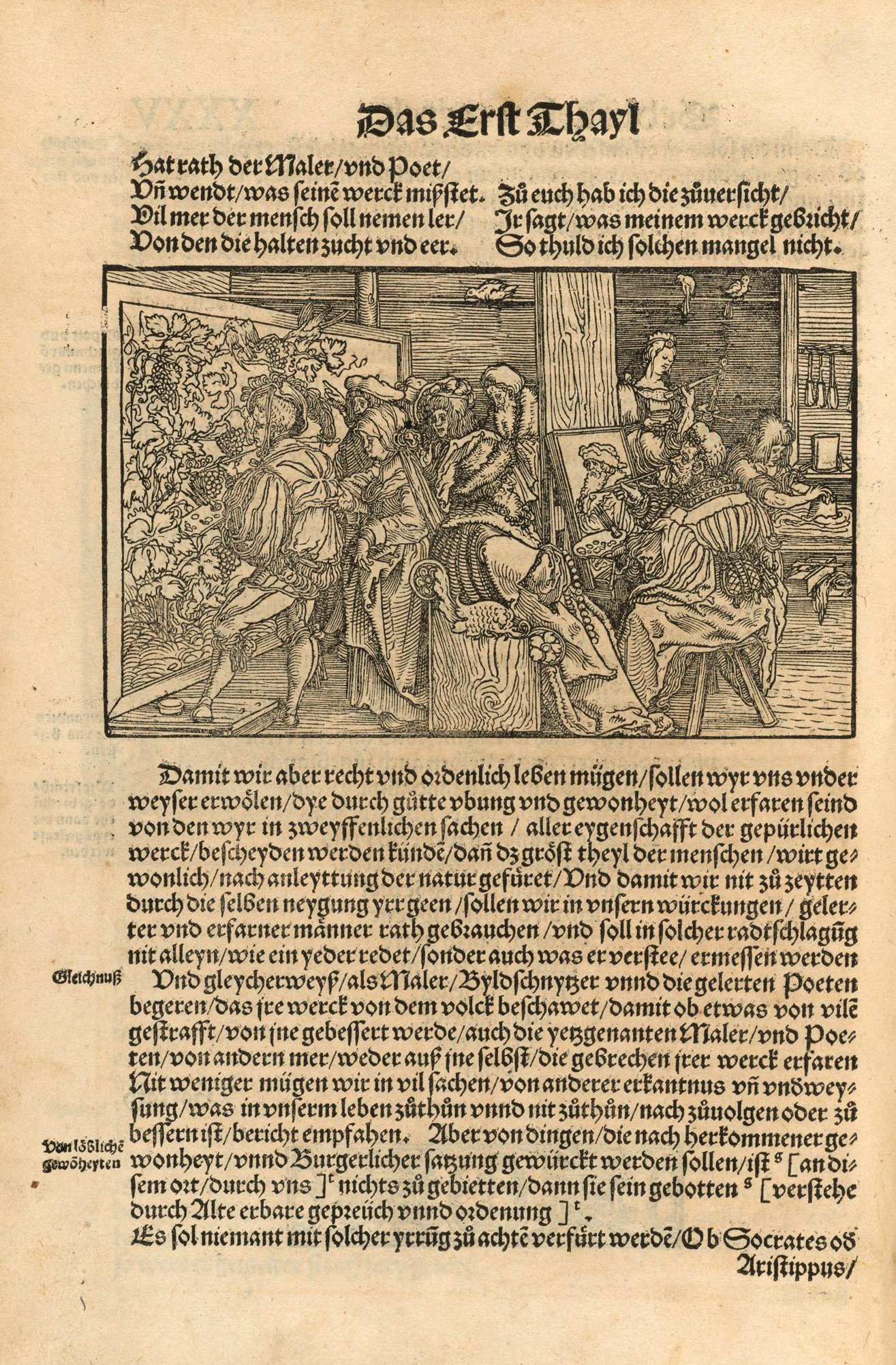
De officiis I, 147–148 in der deutschen Übersetzung von Johann von Schwarzenberg, Augsburg 1531, fol. 35v

Lactantius war der erste Christ, der sich mit De officiis intensiver auseinandersetzte. 24 Mal hat er Cicero in seinem Werk zitiert oder auf ihn angespielt. Eingehender hat sich in der Spätantike Ambrosius, der Bischof von Mailand, mit der Thematik in seinem nach 386 verfassten De officiis ministrorum beschäftigt. Dieses Buch bietet die erste zusammenhängende Darstellung der christlichen Ethik. Er folgt darin im Wesentlichen dem Vorbild Cicero, baut sein Werk auch in gleicher Art auf, ersetzt nur römische Beispiele durch christliche. Man sagt, er habe Ethik in De officiis für den Gebrauch in der Kirche adaptiert. Auch sein Schüler Augustinus hat sich auf De officiis bezogen, besonders in seinem Werk De ordine.

### Mittelalter und Frühe Neuzeit
Das Werk fand Beachtung in der Scholastik. Besonders Thomas von Aquin zitiert in seiner Summa Theologica (II q. 61a 4.5) aus De officiis als Autorität (I, 68.71), um seine Auffassung von Tapferkeit zu bestätigen. Auch der Spätscholastiker Marsilius von Padua greift in seinem Werk Defensor pacis mehrmals auf De officiis zurück.
Francesco Petrarca (1304–1374) schätzte das Werk Ciceros sehr. Besonders begeistert war er von Ciceros Sprache: „Ein gewisser Zauber seiner Worte und ihr Wohlklang, sodass mir alles, was ich sonst las oder hörte, ungeschliffen und voller Missklang erschien.“
Das Werk galt damals als Musterwerk lateinischer Prosa und erfreute sich großer Beliebtheit. Baldassare Castiglione (1478–1529) hat es in seinem Cortegiano vielfach herangezogen. So hat durch sein Werk Ciceros Ethik sich auf das Ideal eines Gentleman ausgewirkt.
Erasmus von Rotterdam (1465–1536) schätzte De officiis besonders, wie er offen bekennt: „Wie es anderen ergeht, weiß ich nicht. Mich pflegt Marcus Tullius, zumal wenn er über das gute Leben (De officiis) spricht, so zu stimmen, dass ich daran nicht zweifeln kann, es habe jenes Herz, dem diese Gedanken entströmen, irgendeine Gottheit erfüllt.“.
Hugo Grotius (1583–1626) hat in seinem Werk De iure pacis et belli De officiis oft herangezogen, so bei der Behandlung des Rechtes, jedem das Seine (cuique suum) zukommen zu lassen.

### Moderne
In der philosophischen Epoche der Aufklärung fand De officiis großen Anklang. So hat etwa Spinoza in seiner Ethica ordine geometrico demonstrata die Oikeiosis-Lehre, die von Cicero u. a. in De officiis erklärt wird, als Grundlage verwendet. Auch in England wurde das Werk oft gelesen, so ist etwa Shaftesburys Ideal der harmonischen Persönlichkeit zum großen Teil auf De officiis aufgebaut. Voltaire (1694–1778) und Friedrich der Große hielten De officiis für das größte Buch über Moral überhaupt und schätzten Cicero sehr.
Jean-Jacques Rousseau hat dagegen angemerkt, es sei „nicht nötig, De officiis von Cicero zu kennen, um ein guter Mann zu sein“.
Bei Immanuel Kant konnte man durch Interpretation seiner Werke nachweisen, dass er von keinem antiken Philosophen so tief beeinflusst war wie von Cicero, besonders von De officiis, das er in der damals populären Übersetzung des Philosophen Christian Garve kannte. Kant knüpfte seinen Begriff der Pflicht an Cicero/Panaitios an.
Nach Kant wurde De officiis, auch aufgrund des Imperialismus, immer weniger verstanden, da Cicero immer wieder betont, dass alles, was nicht ehrenhaft ist, auch nicht nützlich ist (und dies mit imperialistischen Interessen nicht immer zu vereinbaren ist) und besonders weil Cicero immer wieder die humanitas (Menschlichkeit) als die Eigenschaft eines idealen Führers und Staatsmannes sieht. Friedrich Hegel stand Cicero kritisch gegenüber, da er gänzlich andere Vorstellungen von Staat und Recht hat (als Idealbild stellt er sich nämlich eine Monarchie vor, Cicero eine Republik), die Historiker Wilhelm Drumann und Theodor Mommsen schätzten nicht nur De officiis, sondern auch andere Werke Ciceros nicht sehr, weil er die Römische Republik gegenüber einer Einzelherrschaft idealisierte und in seinen politischen Vorstellungen ihrer Ansicht nach die Zeichen der Zeit nicht erkannte.
Auch nach dem Ersten Weltkrieg wurde De officiis immer weniger philosophisch beachtet. Durch den herausragenden Stil und als bedeutsame philosophiegeschichtliche Sekundärquelle ist und war es aber im klassischen Literaturkanon immer ein wichtiges Werk.

## Textausgaben und Übersetzungen
- Olof Gigon (Hrsg.): M.T. Ciceronis De officiis libri III. Orell Füssli, Zürich 1944 oder 1945. Zürich 1950.
- Karl Büchner (Hrsg.): M.T. Cicero: Vom rechten Handeln. Artemis, Zürich/Stuttgart 1964 (zweisprachig)
- Heinz Gunermann (Hrsg.): M.T. Cicero: De officiis/Vom pflichtgemäßen Handeln. Stuttgart: Reclam 1976, ISBN 3-15-001889-7 (zweisprachig, mit Kommentar)
- Michael Winterbottom (Hrsg.): M.T. Cicero: De officiis. Clarendon Press, Oxford/New York 1994, ISBN 0-19-814673-6.
- Rainer Nickel (Hrsg.): Vom pflichtgemäßen Handeln. De officiis. Lateinisch – Deutsch. Artemis & Winkler, Düsseldorf 2008. De Gruyter, Berlin 2011.